# Albert Janka
Albert Janka (* 10. Mai 1907 in Chemnitz; † 13. April 1933 in Reichenbach (Vogtland)) war ein deutscher Kommunist, der kurz nach der Machtergreifung von den Nationalsozialisten verhaftet und einige Wochen später umgebracht wurde.

## Leben
Janka stammte aus einer Arbeiterfamilie. Sein Vater Adalbert – ein Werkzeugmacher – sowie sein jüngerer Bruder Walter und seine übrigen Geschwister waren aktive Mitglieder der KPD.
Bereits als 25-Jähriger übernahm Janka die Führung der Kommunisten Plauens und des Vogtlandes. Im Juli 1932 wurde er als jüngster Abgeordneter in den Reichstag gewählt. Im Januar 1933 organisierte er in Plauen Massendemonstrationen, um den Machtantritt Hitlers zu verhindern. Nach der nationalsozialistischen „Machtergreifung“ errang er bei der Reichstagswahl am 5. März 1933 einen der 81 KPD-Sitze. 
Die NS-Presse behauptete fälschlicherweise, Janka habe zwei Tage später, am 7. März, in einem Brief an NSDAP-Kreisleiter Alfons Hitzler seinen Austritt aus der KPD erklärt. Er wurde verhaftet und erntete für seinen angeblich einen Tag später gestellten Antrag auf NSDAP-Mitgliedschaft den zynischen Kommentar, das sei „erst nach einer sehr langen Prüfungszeit … vielleicht in einem Konzentrationslager“ möglich. Janka wurde am 11. April 1933 in das von SA und SS als „Schutzhaftlager“ missbrauchte „Volkshaus“ in Reichenbach verschleppt. Zwei Tage später wurde er dort mit Kennzeichen brutaler Misshandlungen erhängt aufgefunden.
Nach seiner Beisetzung wurden der Vater und die Geschwister inhaftiert und zu mehrjährigen Haftstrafen verurteilt.

## Gedenken

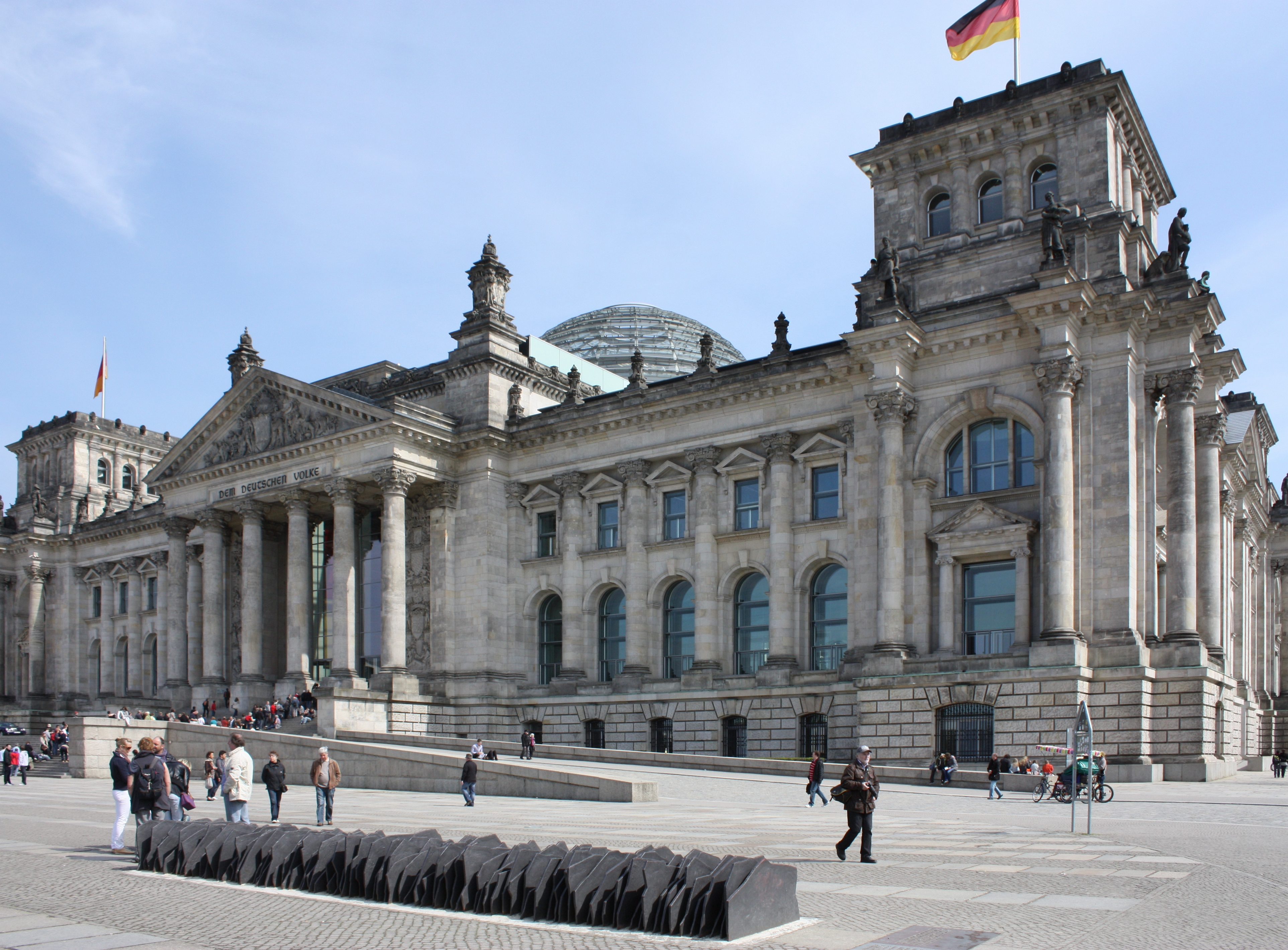
Gedenktafeln am Reichstag

Seit 1992 erinnert in Berlin in der Nähe des Reichstags eine der 96 Gedenktafeln für von den Nationalsozialisten ermordete Reichstagsabgeordnete an Janka.